# ドライビング・ハイ!
『ドライビング・ハイ!』とは、1993年に公開された日本の映画である。

## 概要
- N1耐久シリーズ（現・スーパー耐久）を舞台に、一人の女性レーサーの挑戦・挫折・恋を描く。
- R32GT-Rの迫力の速さが全編にフィーチャーされ、鈴鹿サーキットでのレースシーンもふんだんに盛り込まれている。

## キャスト
- 三隅かおる：南野陽子

幼い日、自転車で坂道を下っていく兄の背中でスピードの快感を覚え、レーサーになる。その後引退しコンパニオンになり恋人と共に平穏な日々を送っていたが、兄からの誘いで復帰し「チームアレシス」のBドライバーとしてN1耐久シリーズに参戦する。
- 遠山啓子：高樹澪

チームアレシス・マネージャー。
- 塚越巧：松下一矢

チームアレシス・メカニックPC電装担当。
- 松下誠一：水島新太郎

かおるの恋人。かおるがレースに復帰してからふたりの恋にすきま風が吹き始める。
- 森弘枝：羽野晶紀

かおるの友人。
- 行雄：加藤賢崇

ノーマルのR32GT-Rに乗る、金持ちボンボン。大のレース好きで恋人をそっちのけにして夢中になってしまい、振られてしまう。
- 由美：美菜（NiKiNiKi）

行雄の恋人。
- 梅原：伊丹幸雄

チームアレシス・メカニック。
- 川口：冴場都夢

チームアレシス・Aドライバー。
- 松家明比古：柴山武彦
- 豊丸
- 小形雄二
- 三隅達郎：加藤善博

チームアレシス監督・かおるの兄。かつてはドライバーだったが、自身のチームを率い監督になる。スポンサー探しに四苦八苦しながらチームを維持してきた。
- 土屋圭市
- 高橋国光
- 佐藤久実

上記3人はカメオ出演。
ほか

## スタッフ
- 原作・監督：橋本以蔵
- 脚本：橋本以蔵、小中千昭、木田薫子
- 原案：小中千昭
- 原案協力：塩田明彦、佐藤久実
- レーシングチーム協力：プロジェクト・ミュー
- 現像：東京現像所
- 録音スタジオ :スリーエススタジオ
- カースタント：カースタントTAKA
- 音楽：笠谷文人
- 挿入歌：HOT LEGS「drivin'on the midnight road」
- ED：HOT LEGS「ふりしないで」
- 音楽協力：田辺音楽出版
- タイトル：マリンポスト
- レースチーム協賛：オートバックス
- 製作者：石川茂夫、青木雅美、臼井一郎
- エグゼクティブプロデューサー：杉田智、石橋隆文、井上正勝
- プロデューサー：小椋悟
- 企画協力：オフィス・シー・エープランニング
- 企画・製作協力：小椋事務所
- 製作：セガ・エンタープライゼス、パイオニアLDC、ヒューマックスピクチャーズ